# Frau Hitt
La Frau Hitt est un éperon rocheux du chaînon de la Nordkette qui s’élève à 2 270 m d’altitude dans les Karwendel, en Autriche.
Son nom lui vient de sa ressemblance avec une femme à cheval qui, selon la légende, était une reine connue pour son avarice et son narcissisme et qui aurait été pétrifiée sur sa monture après avoir été maudite par un mendiant auquel elle avait offert une pierre comme seul repas.

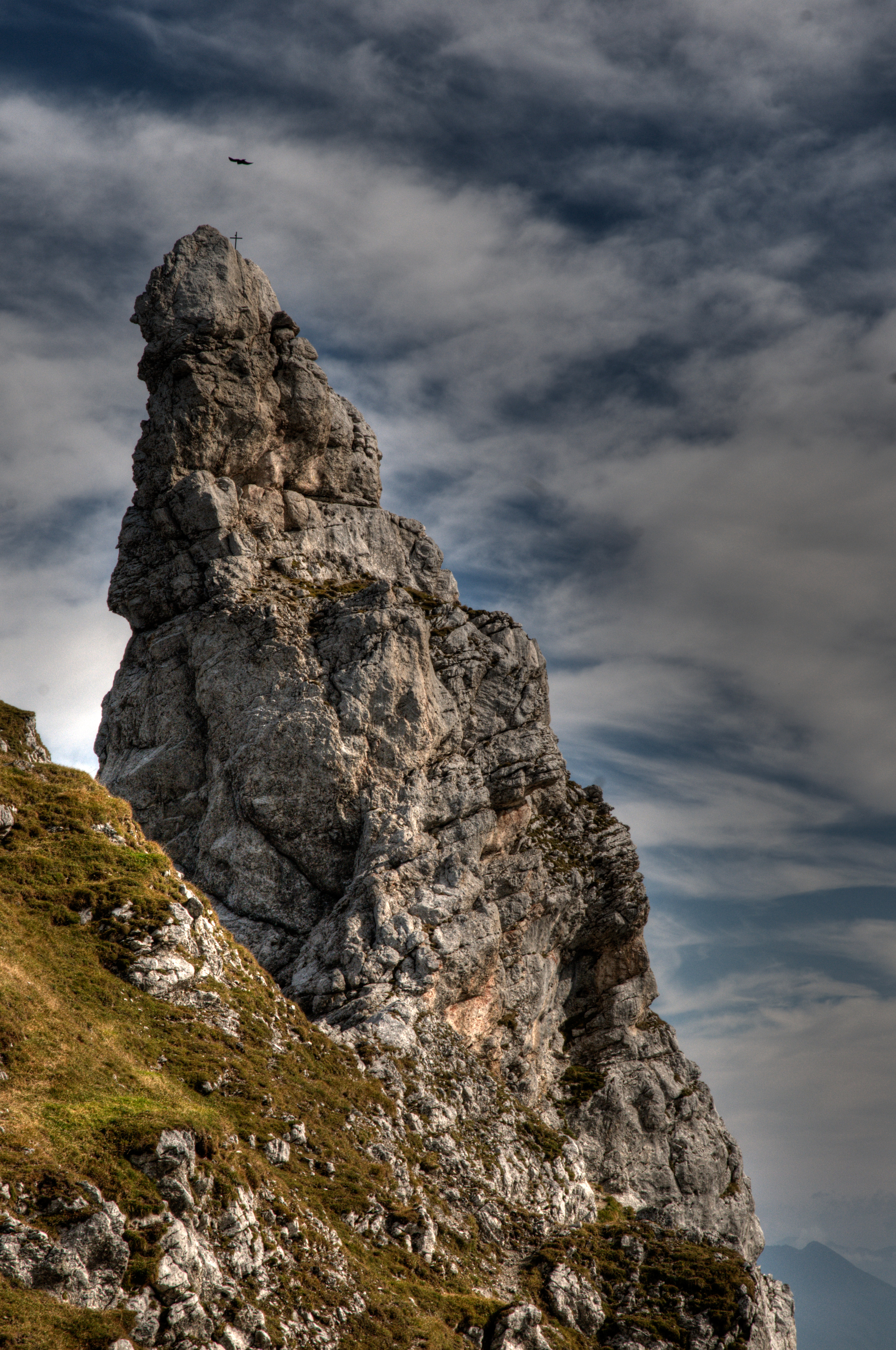
Vue depuis l'ouest.